# Lúcio Pompônio Silvano
Lúcio Pompônio Silvano (em latim: Lucius Pomponius Silvanus) foi um senador romano nomeado cônsul sufecto para o nundínio de maio a junho de 121 com Tito Pompônio Antistiano Funisulano Vetoniano.